# Mazonovo

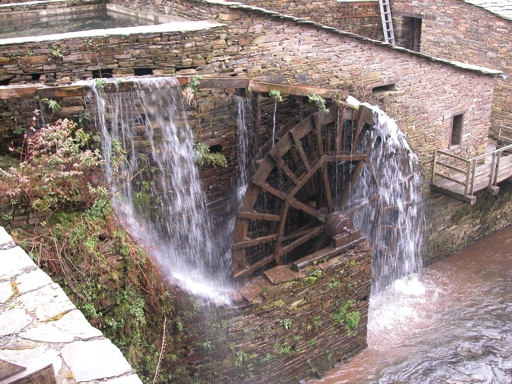
Noria de Mazonovo

Las aldeas de Mazonovo (oficialmente en eonaviego O Mazonovo) son una unidad poblacional perteneciente a los Concejos de Taramundi.[cita requerida]  y Santa Eulalia de Oscos. La primera está situada en el concejo de Taramundi, en el Principado de Asturias (España), a tan sólo 250 m de la capital del concejo.[cita requerida] Según el censo de 2005, tiene 4 habitantes.[cita requerida].
La segunda Aldea con el mismo nombre se encuentra en el Concejo Vecino de Santa Eulalia de Oscos a 3 km de su Capital de concejo,  donde está situado el Conjunto Etnográfico de Mazonovo. 
En la actualidad cuenta con 14 habitantes.

## Museo de Mazonovo
En esta localidad se encuentra un museo dedicado a los molinos de cereal, tanto de agua como manuales. El recorrido es el siguiente:
A través de un reportaje se da una explicación de la evolución de los molinos desde tiempos prehistóricos hasta nuestros días, así como las funciones del mantenimiento del molino, necesarias para realizar una buena molienda.
Seguidamente, a través de un túnel, se accede a los edificios y exterior del conjunto, primeramente, en el edificio 1, se observan los molinos de mano, que se pueden utilizar, así como la parte interior del molino gravitatorio, cuya rueda, de 5 metros de diámetro, se encuentra en el exterior. Están también, el primer molino hidráulico del que se tiente noticia y el molino medieval, ambos los ponen en marcha el visitante. A través de un paseo por el canal de abastecimiento, donde se puede observar la flora autóctona, se encuentran otros dos molinos, el chino y el brasileño, el primero manual, y el segundo hidráulico. Retornando por el canal, y entrando en el edificio 2, encontramos la central eléctrica que abastece al conjunto, un moderno molino desmontado para que se puedan observar sus piezas, un molino moderno funcionando ininterrumpidamene, explicación práctica del funcionamiento de las piedras al moler, en un molino cuya piedra superior es de cristal; paneles con herramientas, medidas etc. Y seguidamente, en el exterior se encuentra el molino de mazos de madera, molino construido totalmente en madera de roble, incluso el depósito del agua.